# Landssvikoppgjøret

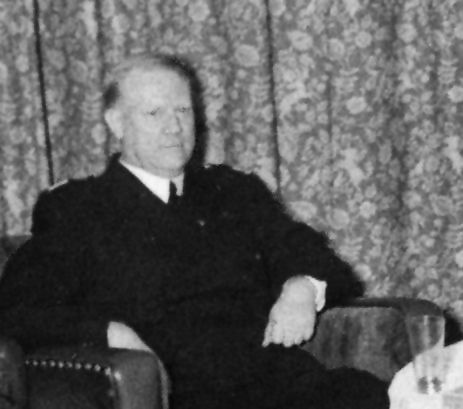
Vidkun Quisling avrättades 24 oktober 1945.

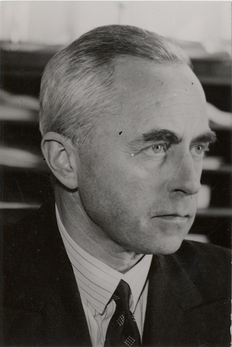
Ragnar Skancke avrättades 28 augusti 1948. Skancke är den sista person som avrättats i Norge.

Landssvikoppgjøret (norska: landssvik, ”landsförräderi”) var en norsk rättsprocess efter andra världskriget. 
Processen var riktad mot medlemmar av det nazi-vänliga partiet Nasjonal Samling (NS) och tyskarnas medhjälpare i Norge. Processen inleddes med arresteringar efter den tyska kapitulationen 8 maj 1945, vilket ledde till rättsprocesser mot ca 92 000 personer varav ca 50 000 blev straffade, 30 fick dödsstraff, ca 17 000 fick fängelsestraff och de resterande fick böter. Den norska rättsprocessen skiljde sig från processer i andra länder genom att det omfattade förhållandevis många fall, men å andra sidan var de flesta domarna milda. Utöver den rättsliga processen var det ett omfattande informellt arbete med utrensningar inom bland annat organisationer och arbetsliv.
Rättsprocessen var omstridd i samtiden, och har också blivit kritiserad efteråt. Det gäller speciellt frågan om kollektiv skuld. Vissa menar att processen blev för mild, och att för många, bland annat ekonomiska förbrytare, kom undan för lätt.